# Władysław Szarski
Władysław Szarski vel Żarski właśc. Władysław Szajer (ur. ok. 1880, zm. po 1928) – polski aktor teatralny.

## Życiorys
Karierę aktorską rozpoczynał w zespole Eugeniusza Majdrowicza, występując w Radomiu (1900, 1903), Kielcach (1901, 1904), Lublinie (1901), Łodzi (1902), Płocku (1904) oraz Włocławku (1904). W międzyczasie grał u Henryka Halickiego (1902/1903), a następnie w zespołach: Bolesława Bolesławskiego w Łodzi (1904), teatru Victoria w Łodzi (1905), Teatru Miejskiego we Lwowie (1906), teatru Filharmonii w Warszawie (1906) oraz Czesława Janowskiego w Łodzi (1906-1907). W latach 1907–1913 występował w Teatrze Małym w Warszawie, z którego zespołem odwiedził m.in. Lublin, Radom, Kielce, Kalisz, Sosnowiec oraz Łódź. Ponadto w tych latach prawdopodobnie współpracował z "Teatrem Kukiełek" Mariana Dienstla (1910-1911) oraz grał w stołecznym Teatrze Artystycznym (1911).
Aby uniknąć poboru wojskowego do armii carskiej, wyjechał do Krakowa, gdzie w latach 1913-1918 grał w Teatrze im. Juliusza Słowackiego pod nazwiskiem Żarski. Był również członkiem objazdowej grupy teatralnej Ireny Solskiej (1916). Następnie powrócił do Warszawy, gdzie występował w teatrach: Polskim, Małym (1919-1923), Rozmaitości (1923-1924) i Letnim (1924-1925), a także z grupą aktorów warszawskich w Kaliszu (1924). W kolejnych latach grał w Łucku (1926), Teatrze Miejskim w Lublinie (1926-1927), teatrze Reduta (1927-1928) oraz Teatrze Nowym w Poznaniu (1928-1929).
Brak jest potwierdzonych informacji o udziale Władysława Szarskiego w produkcjach filmowych, nie mniej według artykułu prasowego, aktor o takim nazwisku wystąpił w filmie "Skrzydlaty zwycięzca" z 1923 roku (reż. Zygmunt Wesołowski).
W 1913 roku zawarł związek małżeński z aktorką Milą Kamińską.
Nieustalona pozostaje data śmierci Władysława Szarskiego. Portal "Encyklopedia teatru polskiego" podaje, że w latach 1935-1936 był członkiem zespołu Teatru im. Juliusza Słowackiego w Krakowie, Natomiast z biogramu żony, Mili Kamińskiej wynika, że ta w 1931 roku wyszła ponownie za mąż, co może być przesłanką do uznania, że zmarł pomiędzy 1928 a 1931 rokiem.